# حديقة الدكتور دوليتل
حديقة الدكتور دوليتل(بالإنجليزية: Doctor Dolittle's Garden) هو الكتاب الثامن في سلسلة كتب الأطفال الدكتور دوليتل التي كتبها هيو لوفتينج.

## الحبكة
في القسم الأول من الكتاب، يقدم تومي ستابينز مساعد الدكتور دوليتل تقريرًا عن البروفيسور كويتش، أمين متحف الكلاب الموجود داخل دار الكلاب المهجنة. تروي بعض الكلاب تاريخ حياتها على العشاء.
في الجزء الثاني من الكتاب، يقرر دوليتل أن يتعلم لغة الحشرات في حديقته، وتحقيقًا لهذه الغاية يبتكر جهازًا يمكّنه من القيام بذلك، ويبدأ في سماع عدد كبير من الروايات المثيرة للاهتمام، واحدة منها عن خنفساء الماء التي نُقلت إلى البرازيل في كتلة من الطين على قدم بطة.
يبدأ الطبيب أيضاً في سماع أحاديث عن العث العملاق، ويضع خطة للشروع في رحلة لتحديد مكانه، لكن إحدى حشرات العث العملاقة تتجسد في حديقته. يسرد الجزء المتبقي من الكتاب مساعي الطبيب لإقامة اتصال مع العثة، مع الحفاظ على مسافة مع الجمهور.